# Uhlsport
Uhlsport GmbH je nemški proizvajalec športne opreme na trgu povečini znan za ekipne športe. Podjetje ustanovljeno leta 1948 pod imenom Haase & Uhl OHG, od leta 1994 pa  Karl Uhl - Uhlsport GmbH. Sedež mednarodnega podjetja je v mestu Balingen v zvezni deželi Baden-Württemberg. To podjetje je nekdanji opremljevalec slovenske nogometne reprezentance in številnih slovenskih klubov.

## Sponzorstvo

### Nogometna moštva
| - JSM Béjaïa - MO Béjaïa - USM Alger - USM Annaba - Ligi Ndogo - FAR Rabat - Club Sportif Sfaxien - Stade Tunisien - Union Sportive Monastirienne - Club Athlétique Bizertin - Jeunesse Sportive Kairouanaise - Sfax Railways Sports | - Villa San Carlos - The Strongest - Ñublense - C.D. Palestino - Tecnico Universitario de Ambato - Carabobo - Zamora - Club Deportivo Lara | - Esteghlal - Persepolis - Tractor Sazi - Foolad - Aluminium Hormozgan - Damash Gilan - Saipa - Malavan - Royal Wahingdoh - Seongnam Ilhwa Chunma - Sengkang Punggol FC - Al-Shaab - Emirates Club - Dibba Al-Fujairah |

#### Evropa
| - FC Torpedo Zhodino - Beroe - Lokomotiv Plovdiv - Kaliakra Kavarna - Maritsa Plovdiv - Spartak Varna - Kom-Minyor - Onisilos Sotiras - SK Dynamo České Budějovice - Spartakos Agion Theodoron - Chippenham Town F.C. - Ajax Lasnamäe - FC Merkuur Tartu - Tartu JK Welco Elekter - Valenciennes - AC Arles-Avignon - SC Bastia - WIT Georgia - Åtvidabergs FF - Spartak Myjava | - TSV 1860 München - 1. FC Magdeburg - SSV Ulm 1846 - 1. FC Union Berlin - 1. FC Kaiserslautern - Stuttgarter Kickers - SSV Reutlingen - VfL Oldenburg - TSG Balingen - Spartakos Agion Theodoron - FC Stjarnan - KF Liria - FK Zibens/Zemessardze - Tønsberg Fotballklubb - Dungannon Swifts - Lisburn Distillery - SC Maria Fonte - Pandurii Târgu-Jiu - Arthurlie F.C. - Lokomotiv Glasgow A.F.C | - Belconnen Blue Devils - Tuggeranong United Football Club - Taringa Rovers Soccer Football Club - Toronto Awaba Stags Football Club |

| - Jamajka - Tanzanija - Iran - Lesoto - Samoa - Iran | - Iran - Oman |

## Oprema
- Ligue 2 (od sezone 2012/2013 ) – Uradna žoga lige
- Francoski pokal – Uradna žoga pokala
- Iranska Prva Liga – Uradna žoga lige
- Indijski Durandov Pokal – Uradna žoga na pokala

## Igralci sponzorirani s strani Uhlsporta
| - Samir Handanović - Jasmin Handanović - Marko Zalokar - Stipe Pletikosa - Osvaldo Cabral - Leo Franco - Hernán Galindez - Matt Acton - Clint Bolton - Casey Dumont - Jack Duncan - Ben Kennedy - Mitchell Langerak - Paul Scharner - Jürgen Macho - Thomas Borenitsch - Thomas Gebauer - Christian Gratzei - Christian Dobnik - Wouter Biebauw - Sebastien Bruzzese - Michael Clepkens - Stefan Deloose - Jonas Deumeland - Jeremy Dumesnil - Jean-François Gillet - David Meul - Brian Vandenbussche - Jasmin Fejzić - Jasmin Burić - Luciano - Macedo Novaes - Júlio Sérgio Bertagnoli - Douglas - Peterson Peçanha - Veselin Yovev - Tuda Murphy - Guy N'Dy Assembé - Milan Borjan - Srdjan Djekanović - Barel Mouko - Leonel Moreira - Tomáš Černý - Adrian Bone - Alexander Dominguez - Héctor Carabali - Oswaldo Ibarra - Daniel Viteri - Javier Klimowicz - Stephen Bywater - Lee Robinson - Mihkel Aksalu - Sergei Pareiko - Pavel Londak - Jussi Jääskeläinen - Cédric Carrasso - Benoit Costil - Jeremie Janot - Geoffrey Jourdren - Bertrand Laquait - Hugo Lloris - Baptiste Reynet - Olivier Sorin | - Ron-Robert Zieler - Oliver Baumann - Sascha Burchert - Vitus Eicher - Simon Jentzsch - Thorsten Kirschbaum - Benjamin Kirsten - Lukas Kruse - Michael Langer - Andreas Luthe - Martin Männel - Markus Miller - Dirk Orlishausen - René Renno - Christian Wetklo - Dominique Agostini - Ali Ahamada - Alphonse Aréola - Olivier Blondel - Landry Bonnefoi - Thomas Bosmel - Zacharie Boucher - Sarah Bouhaddi - Gennaro Bracigliano - Samba Brice - Ludovic Butelle - Johann Carrasso - Sebastien Chabbert - Pierrick Cros - Celine Deville - Abdoulaye Dialo - Nicolas Douchez - Steeve Elana - Michael Fabre - Perraud Florent - Mathieu Gorgelin - Damien Grégorini - Régis Gurtner - Joan Hartock - Mouez Hassen - Jérôme Hiaumet - Jean-Louis Leca - Benjamin Lecomte - Donovan Leon - Johan Liebus - Grégory Malicki - Cyrille Merville - Jessy Moulin - Jean-Daniel Padovani - Nicolas Penneteau - Laurent Pionnier - Johnny Placide - Simon Pontdemé - Rémy Riou - Rudy Riou - Romain Ruffier - Stéphane Ruffier - Alexis Thébaux - Yohann Thuram-Ulien - Lucas Veronese - Pape Coulibaly - Didier Ovono - Anthony Mfa Mezui | - Daniel Davari - Michael Esser - Florian Fromlowitz - Daniel Haas - Thomas Kessler - Sascha Kirschstein - Patric Klandt - Thomas Kraft - Tim Krumpen - Timo Ochs - Gerhard Tremmel - Giorgi Makaridze - Ioannis Amanatidis - Naby Yattara - István Verpecz - Daniel Illyes - Stephen Henderson - Shahab Gordan - Mehdi Mahdavikia - Ohad Cohen - Amir Edri - Boris Kleiman - Gal Nir - Marco Amelia - Carlo Cudicini - Luigi Cennamo - Francesco Benussi - Giorgio Frezzolini - Cristiano Lupatelli - Gianluca Pegolo - Alessio Scarpi - Lorenzo Squizzi - Boubacar Barry - Miho Fukumoto - Hideaki Ozawa - Kenta Shimizu - Toshiyasu Takahara - Yuji Rokutan - Mohamed Amsif - Oka Nikolov - Mamadou Samassa - Oumar Sissoko - Vukašin Poleksić - Boy Waterman - Gino Coutinho - Erik Cummins - Robbin Ruiter - Michel Vorm - Dorus de Vries - Vincent Enyeama - Austin Ejide - Akpan David Odoh - Alan Blayney - Jonathan Tuffey - David Miskelly - Diego Barreto - Anthony Silva - Miguel Samudio - Dario Caballero - Ever Caballero - Guillermo Beltran - Joel Silva - Roland Müller | - Łukasz Fabiański - Przemysław Tytoń - Mateusz Bąk - Marián Kelemen - Jorge Baptista - Daniel Fernandes - Mario Felgueiras - Bogdan Lobonţ - András Sánta - Cristian Balgradean - Mircea Bornescu - Michael Fraser - Jamie Langfield - David Marshall - Graeme Smith - Denis Petrić - Damir Kahriman - Saša Stevanović - Sead Ramović - Radiša Ilić - Vicente Guaita - Ismael Gómez Falcón - Iñaki Goitia Peña - Jaime Jiménez - Diego López Rodríguez - Manu Herrera - Eduardo Navarro Soriano - Oier Olazabal - Asier Riesgo - Roberto Santamaria Ciprián - Eddie Gustafsson - István Verpecz - Daniel Illyes - Hamdi Kasraoui - Vukašin Poleksić - Darko Božović - Dragoje Leković - Ivan Benito - Andriy Pyatov - Vitaliy Reva - Rodrigo Muñoz - Martín Silva - Chase Harrison - Alex Horwath - Scott Vallow - David Yelldell - Boaz Myhill - Aleksandr Mokin - Carlos Abella - Lucho Delgado - Juan Henao - Julian Mesa - José Acevedo - Rodrigo Narajo - Andy Arrue - Juan Carlos Armijo - Yue Lei Cheng - Xiao Tian Shi - Yanru Zhang - Michael Mc Govern - Mindaugas Malinauskas |

## Slike
- Klasične uhlsport rokavice nogometnih vratarjev
- Sedež podjetja Uhlsport v Balingenu
- Uhlsport dresi